# SPARK (мова програмування)
SPARK (SPADE Ada Kernel) — формально визначена мова програмування, що є підмножиною Ади, призначена для розробки верифікованого програмного забезпечення високого рівня повноти безпечності. SPARK дозволяє створювати програми, які мають передбачувану поведінку і забезпечують високу надійність.
Версії мови SPARK пов'язані з версіями Ади й поділені на два покоління: SPARK 83, SPARK 95 і SPARK 2005 (Ada 83, Ada 95 та Ada 2005 відповідно) відносять до першого покоління, а SPARK 2014 (Ada 2012) — до другого. Це зумовлено тим, що спочатку для вказання специфікацій і контрактів використовувалися коментарі, але, починаючи з Ada 2012, для цього стали застосовувати механізм аспектів, що з'явився в мові. Це призвело до повної переробки всього інструментарію мови та появи нового верифікатора GNATprove.
SPARK використовують у авіації (реактивні двигуни Rolls-Royce Trent, літаки Eurofighter Typhoon та Бе-200, система UK NATS iFACTS) та для розробки космічних систем (РН Вега, багато супутників)). Також її застосовують для розробки систем шифрування та кібербезпеки.

## Концепція
Метою розробки SPARK було збереження сильних сторін Ади (таких як система пакунків та обмежені типи) та видалення з неї всіх потенційно небезпечних або двозначних конструкцій, оскільки Ада, попри заявлені цілі розробки, вийшла досить складною мовою і не мала повного формального визначення, а деякі її частини викликали серйозну критику. Програми SPARK мають бути однозначними, їхня поведінка не повинна залежати від вибору компілятора, параметрів компіляції та стану оточення. Для цього в мову введено деякі обмеження, зокрема: використання задач можливе лише у профілі Ravenscar; для виразів заборонено побічні ефекти; заборонено використання контрольованих типів, для яких можливе перевизначення процедур ініціалізації та оператора присвоєння; заборонено суміщення назв; обмежено використання деяких операторів, таких як goto; заборонено динамічне виділення пам'яті (але при цьому дозволено типи з динамічними межами та типи з дискримінантами).
При цьому будь-яку програму SPARK все ще можна зібрати компілятором Ади, що дозволяє змішувати ці мови в одному проєкті.
Розробникам SPARK вдалося отримати зручну для автоматичної верифікації мову, що має просту семантику, строге формальне визначення, логічну коректність і виразність.

## Контракти й залежності
Для процедури, яка збільшує значення деякої глобальної зміної на свій аргумент, якщо той додатний, і на одиницю в інших випадках, можна написати таку специфікацію:
```
procedure
 
Add_to_Total
(
Value
: 
in
 
Integer
)

  
with

   
Global
 
=>
 
(
In_Out
 
=>
 
Total
),

   
Depends
 
=>
 
(
Total
 
=>
 
(
Total
,
 
Value
)),

   
Pre
 
=>
 
(
Total
 
<
 
Integer
'
Last
 
-
 
(
if
 
Value
 
>
 
0
 
then
 
Value
 
else
 
1
)),

   
Post
 
=>
 
(
Total
 
=
 
Total
'
Old
 
+
 
(
if
 
Value
 
>
 
0
 
then
 
Value
 
else
 
1
));

```

Аспект Global показує, до яких глобальних змінних має доступ процедура. В цьому випадку вона використовує лише змінну Total на читання та запис. Depends показує взаємозв'язок між змінними: нове значення Total залежить від його старого значення і значення Value. Pre — передумова, воно показує, яким має бути стан програми перед виконанням процедури; у цьому разі в передумові перевіряється, чи не трапиться переповнення. Post — післяумова, вона показує стан програми після виконання процедури.

Крім аспектів підпрограм передбачено інші способи вказувати обмеження на стан програми, такі як перевіркові твердження:
```
pragma
 
Assert
(
Condition
);

```

або інваріанти циклів:
```
pragma
 
Loop_Invariant
(
Condition
);

```

При цьому є суттєві відмінності в синтаксисі опису контрактів для версій SPARK першого та другого поколінь.

Перше покоління мови використовувало спеціальні коментарі:
```
-- Подвоєння натурального числа.

procedure
 
Double
(
X
: 
in
 
out
 
Natural
);

--# pre X < Natural'Last / 2; 

--# post X = 2 * X~;

```

Еквівалентний код для другого покоління:
```
-- Подвоєння натурального числа.

procedure
 
Double
(
X
: 
in
 
out
 
Natural
)

  
with
 
   
Pre
 
=>
 
X
 
<
 
Natural
'
Last
 
/
 
2
,
 
   
Post
 
=>
 
X
 
=
 
2
 
*
 
X
'
Old
;

```

## Верифікація
Під час верифікації програм використовують такі прийоми:
- перевірка виконання перед- та післяумов функцій;
- перевірка відсутності коду, здатного спричинити виняток;
- потоковий аналіз залежностей, який перевіряє ініціалізацію змінних та взаємозв'язок між параметрами та результатом роботи функцій.

Для того, щоб довести коректність програми, для всіх використаних програмістом конструкцій, таких як перед- та післяумови, створюються набори перевіряльних тверджень. Верифікатор GNATprove також може в деяких випадках самостійно генерувати перевіряльні твердження. Так, буде виконано перевірки на вихід за межі масивів або типів, переповнення та ділення на нуль.
Далі набір перевіряльних тверджень та дані про початковий стан програми, а також отримані від розробника неперевірені твердження передаються в програму автоматичного доведення. GNATprove під час роботи використовує платформу Why3 та системи доведення перевіряльних тверджень CVC4, Z3 та Alt-Ergo. Також для доведення можна використати сторонні системи, такі як Coq.

## Історія
Першу версію SPARK (на основі Ada 83) створили в Саутгемптонському університеті за підтримки британського Міністерства оборони Бернар Карре (Bernard Carré) і Тревор Дженнінгс (Trevor Jennings), автори системи надійного програмування на Паскалі SPADE-Pascal. Далі над удосконаленням мови працювали компанії: Program Validation Limited, Praxis Critical Systems Limited (надалі Altran-Praxis, Altran) та AdaCore.
На початку 2009 Praxis уклала угоду з AdaCore і випустила SPARK Pro на умовах GPL. Потім у червні 2009 року випущено SPARK GPL Edition, націлену на розробку вільного та академічного ПЗ.
Про випуск версії мови другого покоління SPARK 2014 оголошено 30 квітня 2014 року.